# Hoya flavescens
Hoya flavescens är en oleanderväxtart som beskrevs av Rudolf Schlechter. Hoya flavescens ingår i släktet Hoya och familjen oleanderväxter. Inga underarter finns listade i Catalogue of Life.